# D.R.V. Telamon
Demos Roei Vereniging (D.R.V.) Telamon (1966–1975) was een Nederlandse studentenroeivereniging uit Eindhoven. In 1975 fuseerde het met Tachos tot E.S.R. Thêta. 
Telamon stond bekend om het roeien met 'Telamonschoppen', riemen met een buitensporig groot bladoppervlak. Het was relatief succesvol op de sprintafstanden en vestigde in 1973 een Argo Sprint record in de 2+ discipline, dat sindsdien ongebroken is. Op de serieuze roeiafstanden speelde Telamon een kleinere rol.

## Geschiedenis
Demos Roei Vereniging Telamon werd door Ricardo Martir en Bernard Braakman van studentengezelligheidsvereniging Demos opgericht op 9 februari 1966. Telamon was daarmee na Tachos (1960–1975) de tweede studentenroeivereniging in Eindhoven.  Het clubhuis was een loods in de buurt van de Eindhovense rondweg en er werd geroeid op het Eindhovens kanaal. Aanvankelijk konden alleen leden van Demos lid worden, maar al vrij spoedig ook studenten van de Technische Hogeschool Eindhoven, het latere Technische Universiteit Eindhoven, aansluiten.
De grootste successen behaalde de vereniging in de twee met en zonder stuurman. In 1968 werd Telamon derde in de Argo Sprint, categorie 'Twee met stuurman'. In 1969 werd een eerstejaarsploeg van Telamon in Napels wereldkampioen junioren 2+ bij de FISA. In 1973 was Telamon wederom met meerdere teams aanwezig bij de Argo Sprint. Dat jaar zette een Telamon ploeg het Argo Sprint record 'Twee met stuurman' scherp met een tijd van 1:33,75. Dit record is sindsdien ongebroken gebleven. Paradoxaal genoeg zou dit succes aantonen dat sprint-roeiwedstrijden sportief gezien van weinig belang waren, zelfs al waren ze voor de toeschouwer nog zo spectaculair: Telamon kon namelijk  geen rol van betekenis spelen op 'de werkelijke roeiafstand' van 2 kilometer.
Twee roeiverenigingen bleek te veel te zijn voor de technische hogeschool en een fusie van Telamon met Tachos was aanstaande. Hoewel ideologische verschillen het proces vertraagden, fuseerden de twee verenigingen uiteindelijk in 1975 tot E.S.R. Thêta.

### Nalatenschap
Anno 2018 stond het record uit 1973 nog steeds en omdat Telamon niet meer bestond, dreigde het 'verweesd' te raken. Daarom hebben de oud-leden van Telamon tijdens hun reünie op 14 april 2018 het record als erfenis aan Thêta geschonken. De E.S.R. Thêta mag zich dus vanaf die datum de eigenaar van dit Telamonrecord noemen. Ricardo Martir is als oprichter van Telamon erelid van Thêta.

## Meer lezen
- Cor van Hillo et al (red.) (1985), 10 jaar Thêta: 25 jaar studentenroeien Eindhoven, Eindhoven